# Уче Окечукву
Уче Окечукву (англ. Uche Okechukwu, нар. 27 вересня 1967, Лагос) — нігерійський футболіст, що грав на позиції захисника, зокрема за «Брондбю» і «Фенербахче», а також національну збірну Нігерії, у складі якої — учасник двох чемпіонатів світу, володар Кубка африканських націй та олімпійський чемпіон. 

## Клубна кар'єра
У дорослому футболі дебютував 1987 року виступами за команду «Флеш Фламінгос», а наступні два роки грав за «Івуаньянву Нейшнл». 
1990 року прийняв запрошення приєднатися до данського «Брондбю», у 1990 і 1991 роках допомагав команді виграти чемпіонат Данії.
1993 року перейшов до турецького «Фенербахче». Відіграв за стамбульську команду наступні дев'ять сезонів своєї ігрової кар'єри, здобувши дві перемоги у національній першості. Протягом 1994—1999 років був основним гравцем у середині захисту турецького гранда. 
У 2002 році, втративши місце в основі «Фенербахче», перебрався до скромнішого «Істанбулспора», в якому провів ще чотири сезони.
Завершував кар'єру протягом 2007–2009 років на батьківщині, де грав за провідні нігерійські клуби того періоду «Оушен Бойз» і «Баєлса Юнайтед».

## Виступи за збірну
1990 року дебютував в офіційних матчах за національну збірну Нігерії. Того ж року поїхав у її складі на Кубок африканських націй 1990 до Алжиру, де вже був основним центральним захисником «суперорлів» і допоміг їм здобути «срібло» першості континенту.
Згодом був учасником Кубка африканських націй 1992 в Сенегалі, на якому команда здобула бронзові нагороди, а також переможного для нігерійців Кубка африканських націй 1994 в Тунісі.
Учасник двох чемпіонатів світу — 1994 року у США і 1998 року у Франції, на яких африканська збірна припиняла боротьбу на стадіях 1/8 фіналу, а також Кубка конфедерацій 1995 року у Саудівській Аравії.
Загалом протягом кар'єри у національній команді, яка тривала 9 років, провів у її формі 46 матчів, забивши 2 голи.

## Титули і досягнення
- Чемпіон Данії (2):

«Брондбю»: 1990, 1991
- Чемпіон Туреччини (2):

«Фенербахче»: 1995-1996, 2000-2001
- Володар Кубка африканських націй: 1994
- Срібний призер Кубка африканських націй: 1990
- Бронзовий призер Кубка африканських націй: 1992
- Олімпійський чемпіон (1):

Нігерія: 1996